# William Elford Leach
William Elford Leach, FRS, angleški zoolog, * 2. februar 1791, Plymouth, Anglija, † 26. avgust 1836, Tortona, Italija.
Rodil se je v Plymouthu kot sin nižjega odvetnika. Pri dvanajstih letih je odšel na šolanje v Exeter, kjer je študiral anatomijo in kemijo. Že v tem času je izkazoval zanimanje za morsko biologijo in nabiral vzorce po obalah zaliva Plymouth Sound ter širšega Devona. Pri sedemnajstih je vpisal študij medicine na St Bartholomew's Hospital v Londonu in končal z usposabljanjem na Univerzi v Edinburgu ter Univerzi St Andrewsa.
Leta 1813 se je ponovno posvetil zoologiji in se zaposlil kot pomočnik knjižničarja na oddelku za zoologijo Britanskega muzeja. Tam se je ukvarjal z urejanjem zbirk, ki jih je muzeju zapustil Hans Sloane in so bile do takrat zanemarjene. Sčasoma je napredoval do položaja asistenta kustosa na oddelku za prirodoslovje in postal strokovnjak za taksonomijo rakov in mehkužcev. Ukvarjal se je tudi z žuželkami, s sesalci in ptiči.
Opisal in poimenoval je več vrst in višjih taksonomskih kategorij živali, pri čemer so bila njegova poimenovanja nekoliko ekscentrična. Tako je nekoč poimenoval 27 vrst po svojem prijatelju, raziskovalcu Johnu Cranchu, ki je zbral primerke v Afriki in kasneje umrl na potovanju. Leta 1818 je poimenoval devet rodov z imenom Carolina ali njegovimi anagrami, verjetno po svoji ljubici.
Leta 1821 je zaradi preobremenitve z delom doživel živčni zlom in marca naslednjega leta odstopil. Starejša sestra ga je peljala na okrevanje v Evropo, potovala sta po Franciji, Italiji in Grčiji. Na potovanju pa je zbolel za kolero in umrl v palači San Sebastiano blizu Tortone (severno od Genove, Italija).